# Polydiméthylsiloxane
Le polydiméthylsiloxane —[O-Si(CH3)2]n—, ou poly(diméthylsiloxane) selon la nomenclature systématique, communément appelé PDMS ou diméthicone, est un polymère organominéral de la famille des siloxanes.
L'amodiméthicone est un dérivé du diméthicone.

## Utilisations
La chaîne de poly(diméthylsiloxane) forme la structure de base des huiles et des caoutchoucs silicone.
Souvent présent dans les shampoings, le PDMS est un conditionneur capillaire qui contribue à augmenter le volume des cheveux.
Le polydiméthylsiloxane est « l'ingrédient secret » composant 2 % du Kinetik Sand, ou sable cinétique, ce qui lui offre une texture à la fois pâte à modeler, éponge et sable.
Le polydiméthylsiloxane est un composant de la colle Pattex multi.
Le polydiméthylsiloxane est un additif alimentaire (E900), utilisé comme antimoussant dans les boissons (Coca-Cola BlāK, Powerade saveur Cerise).
Il est utilisé dans l'huile de friture Risso Elite (Cargill) comme agent antimoussant, notamment dans les chaînes de restauration rapide.
Ce polymère est également essentiel dans certaines applications de microfluidiques.

### Lutte anti-poux
Le diméthicone (ainsi que le cyclodiméthicone) est employé pour lutter contre les poux, en visant à boucher les stigmates respiratoires des poux et des lentes, et provoquant leur asphyxie et leur mort. Il n'y a pas de résistance observée pour le moment, ces shampooings anti-poux permettent aussi d'éviter des produits neurotoxiques nuisibles pour la santé humaine, comme le DDT, le lindane et le malathion.

## Toxicologie
Les fabricants de mastics et d'autres élastomères de silicone ont longtemps utilisé des catalyseurs à base d'étain (molécules de la famille des dibutylétains, classés parmi les organoétains dans ce cas) pour la réticulation (ou de polycondensation) du silicone. Mais ces produits se sont avérés être toxiques et écotoxiques.

La famille des dibutylétains a été classée reprotoxique et mutagène (dont dans toute l'Union européenne), ce qui conduit à rechercher des alternatives à ce catalyseur et à travailler à l'étude de leurs éventuels effets environnementaux et sanitaires. Or la dégradation physico-chimique et biologique des silicones était très mal connue.
Certains silicones (utilisés pour les joints dans les cuisines et salles de bain par exemple) sont volontairement rendus toxiques pour les algues, bactéries et champignons (qui peuvent être favorisés dans ces contextes humides et riches en nutriments pour les bactéries et microchampignons).

## Dégradation et biodégradation
Au début des années 2010, deux types d’élastomères simplifiés, réticulés par trois catalyseurs de polycondensation (un dibutylétain servant de référence et deux candidats aux alternatives) ont été étudiés par B. Laubie.

Il a montré que le silicone du commerce se dégrade en deux étapes successives, comparables à celles que l'on observe en fin de vie de silicones fluides (du type polydiméthylsiloxane) :
1. le processus commence avec une hydrolyse chimique des chaînes siloxane. Cette hydrolyse forme notamment des oligosiloxanols (et principalement le monomère diméthylsilanediol) et des méthylsiloxanes cycliques (tels que l’octaméthylcyclotétrasiloxane D4)[10] ;
2. ces sous-produits d’hydrolyse sont biodégradés ; ils peuvent l'être tant en aérobiose qu’en anaérobiose[10].

Les catalyseurs utilisés pour la polycondensation lors de la fabrication du silicone jouent aussi un rôle dans les mécanismes de dégradation, en modifiant la vitesse de l'hydrolyse et en ayant une influence sur la nature des siloxanes relargués.
Laubie a aussi montré que les catalyseurs qu'il a testés ont eu des effets très différents sur la biodégradation du silicone qu'ils ont rétifié : 
- les catalyseurs organométalliques testés sont assimilables par certains micro-organismes comme source primaire de carbone[10] ;
- le catalyseur organique qu'il a testé (dérivé de guanidine) perturbe les métabolismes des micro-organismes[10].

Les composés biodégradables (y compris ceux qui sont très peu mobiles en phase aqueuse) restent biodisponibles dans les élastomères en fin de vie ; et ils influent sur la diversité des communautés bactériennes qui vont biodégrader ces produits. Un Fusarium (champignon microscopique) s'est avéré être capable de métaboliser l'une des nouvelles molécules proposées comme catalyseurs alternatifs aux dibutylétains reprotoxiques et mutagènes.

## Propriétés physico-chimiques

### Viscosité et densité
La viscosité du PDMS dépend de sa masse molaire. Selon son degré de polymérisation, il peut être aussi liquide que l'eau ou sous forme de gomme. Sa densité augmente aussi en fonction de sa masse molaire.